# Кичи-Айдаркен
Кичи-Айдаркен (кирг. Кичи-Айдаркен) — село в Кадамжайском районе Баткенской области Кыргызстана. Административно подчинено администрации города Айдаркен.

## География
Село расположено в восточной части области, восточнее города Айдаркен, на расстоянии приблизительно 36 километров (по прямой) к юго-западу от города Кадамжай, административного центра района.

## Население
Согласно оценочным данным Национального статистического комитета Кыргызской Республики, численность населения села на начало 2023 года составляла 1248 человек.
| год     | 2009 | 2014 | 2015 | 2020 | 2021 | 2023 |
| ------- | ---- | ---- | ---- | ---- | ---- | ---- |
| человек | 982  | 1186 | 1105 | 1184 | 1204 | 1248 |